# Ватанабэ, Масаноскэ
Масаноскэ Ватанабэ (яп. 渡辺 政之輔 Watanabe Masanosuke, 7 сентября 1899 — 6 октября 1928) — деятель японского рабочего движения, лидер Коммунистической партии Японии.
Родился в 1899 году в Итикава (префектура Тиба). Сын ремесленника, изготавливавшего татами. После окончания начальной школы в 1912 году он отправился в Токио на работу в винный магазин. В 1917 году, работая на целлюлозном заводе в Токио, активно участвовал в забастовочном движении. Организовал Национальной профсоюз работников целлюлозно-бумажной промышленности. Присоединился к Компартии Японии вскоре после её создания в 1922 году. В 1923—1924 годах находился в тюремном заключении. В 1924—1926 годах работал в профсоюзных центрах. В марте 1927 года отправился в Москву, где представлял КПЯ в Коминтерне на восьмом расширенном пленуме ИККИ. В том же году Ватанабэ вернулся в Японию и принял на себя руководство партией в качестве генерального секретаря ЦК КПЯ; на должность председателя ЦК КПЯ он был избран в марте 1928 года. Женился на Танно Сэцу, также активистке профсоюзного движения и члене Коммунистической партии.
Ватанабэ бежал из Японии во время массовых арестов «инцидента 15 марта 1928 года». Он скрылся на Формозе (современный Тайвань) под видом торговца. Совершил самоубийство в Цзилуне во время преследования полицией, по другой версии убит японской полицией.